# Ратманов, Макар Иванович
Мака́р Ива́нович Ратма́нов (19 июля 1772, Торопец, Санкт-Петербургская губерния — 21 декабря 1833, Ораниенбаум, Санкт-Петербургская губерния) — русский мореплаватель. В честь него назван остров Ратманова.

## Биография
Родился в 1772 году в городе Торопец Псковской губернии (ныне город относится к Тверской области).
Окончил Морской кадетский корпус в Санкт-Петербурге, получил чин мичмана и был отправлен на службу на Балтийский флот. Впервые участвовал в боевых действиях в сражении со шведами при Роченсальме; после победы российских войск был произведен в лейтенанты.
В 1802 году лейтенант Макар Ратманов был зачислен старшим офицером в экспедицию под командованием И. Ф. Крузенштерна — корабли «Надежда» и «Нева» отправлялись в первое плавание россиян вокруг света. С Крузенштерном и его помощником Юрием Лисянским Ратманов учился вместе в Морском кадетском корпусе. Плавание продолжалось три года (1803—1806); во время плавания Ратманов был произведен 10 февраля 1804 года в чин капитан-лейтенанта, а по его окончании 2 августа 1806 года произведён в капитаны 2-го ранга и назначен командиром линейного корабля «Победа» на Черноморском флоте. Кроме того, 24 ноября 1804 года Ратманов был награждён орденом св. Георгия 4-й степени (№ 1609 по списку Григоровича — Степанова).
Командуя 74-пушечным кораблём «Северная звезда», Макар Иванович участвовал в русско-шведской войне.
1 марта 1810 года был произведен в чин капитана 1-го ранга.
В 1812 году Ратманова назначают на корабль «Борей», на котором он совершил походы к английским берегам и в Испанию. После этого он становится начальником Кронштадтского порта.
В 1816 году Ратманов приобрёл усадьбу братьев Баратынских в Ораниенбауме; в его доме бывали многие офицеры флота, в том числе Беллинсгаузен, с которым Ратманов был на одном корабле во время кругосветного плавания.
В августе-октябре 1818 года командовал отрядом фрегатов («Лёгкий», «Поспешный», «Проворный»), совершивший поход из Кронштадта в Кадис, годе корабли были проданы Испании. За успешное выполнение этого сложного поручения награждён одним из высших орденов Испании.
В 1818 году Макар Иванович командовал линейным кораблём «Юпитер». 16 апреля 1820 года был произведен в чин капитан-командора.
В 1824 году Ратманов является командующим лёгкой эскадрой Балтийского флота. Тогда же ему предложили возглавить новое кругосветное плавание, но по состоянию здоровья Макар Иванович вынужден был отказаться. 6 декабря 1826 года он был произведен в чин контр-адмирала.
В 1829 году он был произведён в вице-адмиралы и назначен директором инспекторского департамента Морского министерства.
Скончался в 1833 году в Ораниенбауме. Был похоронен в Сергиевой пустыни в Стрельне.
В 1931 году надгробие перенесено на Лазаревское кладбище Александро-Невской Лавры. Установлен мраморный обелиск на чугунных ножках со стихотворной эпитафией.

## Семья
Жена: Анна Христиановна Геринг (отец — Христиан Геринг). Сыновья:
- Ратманов Пётр Макарович — действительный статский советник, в звании камергера, вице-губернатор Саратовской губернии (7 дек. 1862 г. — 26 июля 1863 г.), кавалер ордена Св. Анны II степени (3.10.1850).
- Ратманов Михаил Макарович (ум. 4 дек. 1872 г.) — морской офицер, адъютант вице-адмирала Ф. Ф. Беллингсгаузена, затем статский советник, кавалер ордена Св. Анны II степени (21.4.1850).

## Увековечивание имени
Именем Ратманова названы:
- больший, западный, принадлежащий России остров из Островов Диомида, где находится самая восточная точка России.
- мыс на Новой Земле (нанесён на карту П. К. Пахтусовым в 1833 году, тогда же было присвоено название)[5].
- мыс — самая восточная точка острова Кергелен.
- мыс на острове Сахалин (мыс открыт в 1805 году И. Ф. Крузенштерном на шлюпе «Надежда», тогда же было присвоено название мысу)[5].